# Trigonophorus rothschildi
Trigonophorus rothschildi är en skalbaggsart som beskrevs av Leon Fairmaire 1891. Trigonophorus rothschildi ingår i släktet Trigonophorus och familjen Cetoniidae. Utöver nominatformen finns också underarten T. r. varians.